# Хайес, Джозеф
Джозеф Хайес (Joseph Hayes) (14 сентября 1835 — 19 августа 1912) — выпускник Гарварда, гражданский инженер, генерал армии Союза в годы гражданской войны.

## Биография
Хайес родился в Саут-Беруике, в округе Йорк штата Мэн, в семье судьи Уильяма Аллена Хайеса и Сьюзан Лорд Хайес. Учился в Гарвардском университете. Когда началась Гражданская война, он 24 августа 1861 года вступил в федеральную армию и стал майором 18-го Массачусетского пехотного полка. До лета 1862 года его полк стоял в Вашингтоне. Хайес отсутствовал по болезни последние две недели августа 1862 года,из-за чего пропустил Северовирджинскую кампанию. Он вернулся в строй 1 сентября и возглавил полк как старший по званию. Вскоре он получил звание подполковника задним числом от 25 августа.
Полк Хайеса не участвовал в сражении при Энтитеме, но был задействован в сражении при Шефердстауне 19 сентября.
12 декабря 1862 года полк Хайеса участвовал в сражении при Фредериксберге. В 15:30, когда несколько фронтальных атак позиций южан уже окончились неудачей, командование бросило в бой дивизию Гриффина, в которой состояла бригада Барнса и 18-й Массачусетский. Дивизия сразу попала под артиллерийский и ружейный огонь, а 18-й оторвался от остальной бригады. Свидетели утверждали, что из 300 человек полка, только 47 сумели прорваться к позициям противника, но и они были отбиты. Один офицер писал в частном письме,что полковник Хайес в отчаянии обнял его и практически разрыдался от зрелища бессмысленной гибели своего полка.
1 марта 1863 года получил звание полковника и участвовал в сражениях при Чанселорсвилле и при Геттисберге, где был ранен.
С 1 октября по 19 ноября 1863 года Хайес возглавлял 1-ю бригаду 1-й дивизии V корпуса, а 19 декабря сменил Джошуа Чемберлена на посту командира 3-й бригады 1-й дивизии. 3 апреля он сдал командование бригадой Джозефу Бартлетту.
Во время сражения в Глуши 5 мая 1864 года Хайес командовал сразу двумя полками: 83-м Пенсильванским и 18-м Массачусетским. Его полки участвовали в первой атаке этого сражения - атаке дивизии Гриффина на поле Сандерса. Атака была отбита с тяжёлыми потерями и Хайеса сначала сочли смертельно раненым. Лиман, адъютант генерала Гранта, встретил его после атаки; Хайес был весь в крови и еле держался в седле. "Привет, Лиман, - сказал он, - вот и я. Немножко ранен. Не сильно. Я немного полежу, а потом пойду обратно! О, ты бы видел,как мы их гнали! Я был в первой линии!".
За отличие в сражении в Глуши полковник Хайес по рекомендации Мида и Уоррена, получил временное звание бригадного генерала добровольческой армии США.